# Ursula Weidenfeld
Ursula Weidenfeld, anteriormente Ursula Beyenburg-Weidenfeld (Mechernich, 15 de marzo de 1962) es una periodista de negocios alemana.

## Trayectoria
Después de graduarse de la escuela secundaria en Am Turmhof de Mechernich, Weidenfeld estudió historia económica, germanística y economía en Universidad de Bonn y en la Universidad de Múnich. En 1989, en el departamento de historia constitucional, económica y social de la Universidad de Bonn realizó el doctorado con una tesis sobre la clase media de la década de 1950. Dio sus primeros pasos periodísticos con la edición local del Kölnische Rundschau en Euskirchen. Completó sus prácticas en 1992 en la escuela de periodistas de negocios Georg von Holtzbrinck en Düsseldorf y luego fue a la revista Holtzbrinck Wirtschaftswoche.
Weidenfeld fue corresponsal en Berlín de Wirtschaftswoche de 1992 a 1994, y luego de 1995 a 1997 subdirectora de departamento. En 1997 se trasladó de Wirtschaftswoche al Berliner Der Tagesspiegel, donde se convirtió en jefa del departamento de economía. En 1999 se incorporó al equipo fundador del Financial Times Deutschland en Hamburgo, donde dirigió el departamento de la empresa. En octubre de 2001 regresó a Berlín como jefa del departamento de economía de Der Tagesspiegel, dónde más tarde se convirtió en editora y jefa adjunta De mayo de 2008 a enero de 2009 fue jefa editora de la revista Impulse de G + J.
Además de sus actividades periodísticas, Weidenfeld trabaja como presentadora y comentarista independiente para varias ecadenas de radio y televisión. Escribió columnas (prensa) regulares en el Handelsblatt, que también han aparecido en formato de libro. En 2007 recibió el premio Ludwig Erhard de periodismo empresarial y fue nombrada miembro del jurado al año siguiente. En 2012 recibió el premio Karl Hermann Flach.
En el semestre de invierno 2014/15 y en el semestre de verano de 2015, Weidenfeld representó a la cátedra de periodismo de prensa en el seminario de periodismo de la Universidad Johannes Gutenberg de Mainz.
Con respecto a los efectos económicos de la pandemia de COVID-19, Weidenfeld criticó en una columna en junio de 2020 lo que ella creía que era la falta de provisión para los autónomos contra los fracasos económicos y la pobreza en la vejez y fue criticada por esto por la Asociación de Fundadores y Autónomos de Alemania (VGSD).

## Publicaciones
Como autora:
- Ursula Beyenburg-Weidenfeld: teoría de la competencia, política económica y promoción de las PYME 1948–1963. La política de la clase media en el campo de la tensión entre el reclamo teórico de la competencia y el pragmatismo de la política económica. Steiner, Stuttgart 1992, ISBN 3-515-05799-4 (disertación, Universidad de Bonn, 1989).
- Blues de trabajo superior. Los altibajos del mundo de los managers. Las mejores columnas del Handelsblatt. Redline, Heidelberg 2005, ISBN 3-636-01304-1.
- Creador de carreras, asesino de carreras. De remontar y caer en la gestión. Las mejores columnas del Handelsblatt. Redline, Heidelberg 2007, ISBN 978-3-636-01460-3.
- En colaboración con Margaret Heckel: Yo, mi colega y su trabajo. www.das-tut-man-nicht.de. Kreuz, Friburgo de Brisgovia 2010, ISBN 978-3-7831-8046-6.
- En colaboración con Michael Sauga: el fin del dinero. Cómo los bancos y la política se juegan nuestro futuro. Piper, Múnich 2012, ISBN 978-3-492-05534-5 .
- En colaboración con Jan Hiesserich: Centrarse en el CEO. Aprender de los mejores sobre cómo tratar adecuadamente al público. Campus, Fráncfort del Meno 2015, ISBN 978-3-593-50264-9.
- Ursula Weidenfeld: Gobierno sin pueblo. Por qué nuestro sistema político ya no funciona, Rowohlt, Berlín 2017.
- Ursula Weidenfeld: la canciller. Retrato de una era, Rowohlt, Berlín 2021, ISBN 978-3-7371-0123-3.

Como editora:
- Wolfgang Clement, Friedrich Merz : Qué hacer ahora. Alemania 2.0. Herder, Friburgo de Brisgovia 2010, ISBN 978-3-451-30252-7.
- ¿Gastos útiles? El caso Siemens y las lecciones para la empresa, la industria y la sociedad alemanas. Piper, Múnich 2011, ISBN 978-3-492-05477-5 .